# Mieczysław Szczepański (cichociemny)

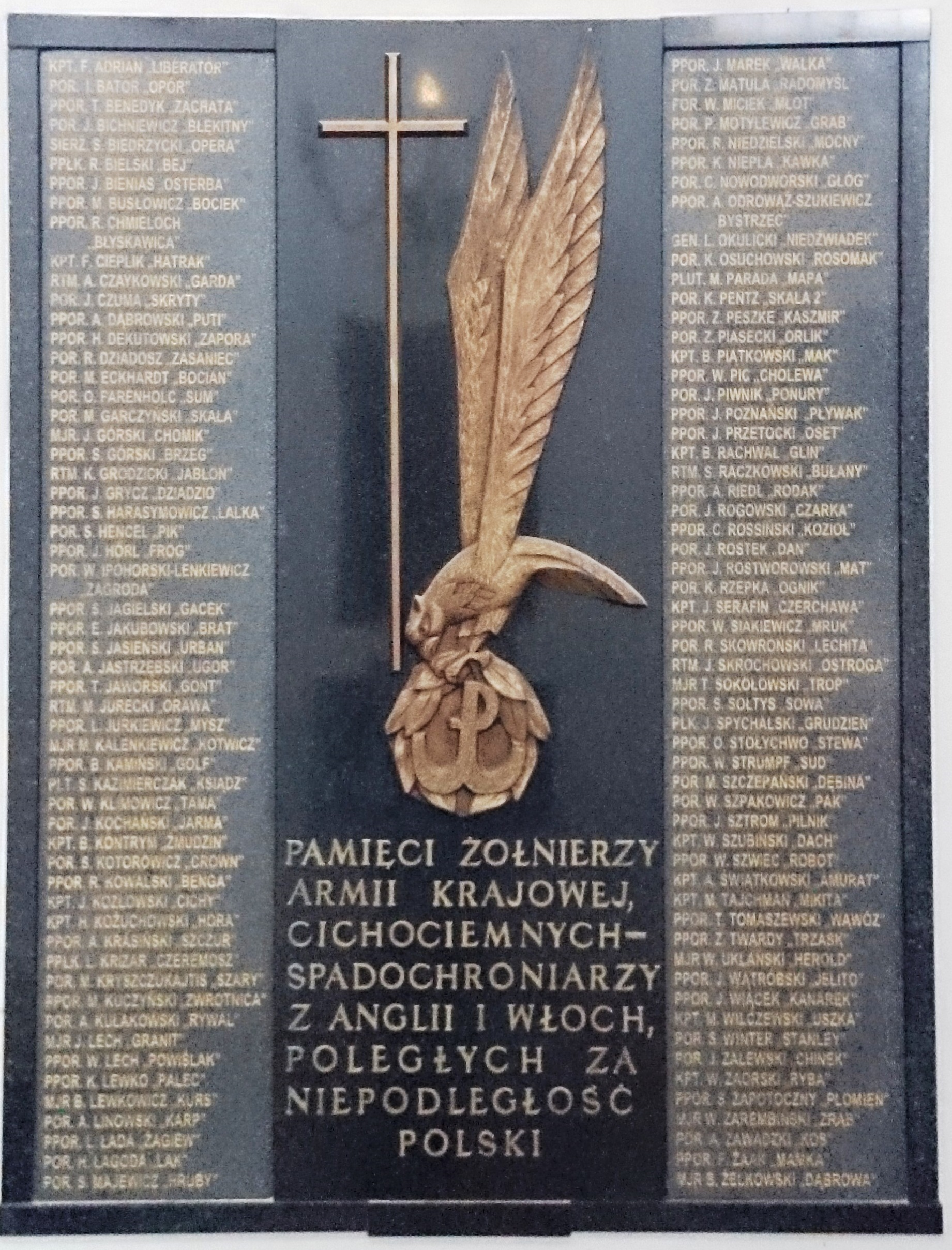
Tablica w kościele św. Jacka w Warszawie, upamiętniająca poległych cichociemnych, w tym Mieczysława Szczepańskiego

Mieczysław Roman Szczepański vel Mieczysław Łebkowski vel Mieczysław Łepkowski, pseud.: Dębina, Strzemię, Mieczysław, Spaniel (ur. 21 września 1919 w Chełmży, zm. 12 kwietnia 1945 w Lublinie) – kapitan artylerii Wojska Polskiego, oficer Polskich Sił Zbrojnych i Armii Krajowej, cichociemny.

## Życiorys
Urodził się 21 września 1919 w Chełmży w rodzinie naczelnika Urzędu Pocztowego i Telegrafu, Konrada Szczepańskiego (zm. 1942) i Teofili z domu Lewandowskiej (1884–1970). Miał brata Edmunda (ur. 1918) i siostrę Halinę (1921–2016). W młodości był harcerzem. Po ukończeniu Państwowego Gimnazjum Humanistycznego w Chełmży i zdaniu matury w 1937 roku kontynuował naukę w Szkole Podchorążych Artylerii Rezerwy we Włodzimierzu Wołyńskim (1937–1938), a następnie w Szkole Podchorążych Artylerii w Toruniu, po ukończeniu której od 13 sierpnia 1939 roku był na praktyce w 24 pułku artylerii lekkiej. Zarówno edukację szkolną z uzyskaniem egzaminu dojrzałości, jak i naukę w obu szkołach podchorążych prowadził wspólnie z bratem Edmundem.
W związku z zagrożeniem wybuchu konfliktu zbrojnego podchorążowie otrzymali skrócenie nauki i w sierpniu 1939 zostali mianowani na stopnie podporucznika. Po wybuchu II wojny światowej podczas kampanii wrześniowej otrzymał przydział do Ośrodka Zapasowego 24 pułku w Przemyślu. Od 6 września walczył nad Sanem, od 12 września na linii Zamość–Kowel, a od 19 września był oficerem zwiadowczym pułku, później – dowódcą plutonu w samodzielnej grupie kpt. Strzeleckiego. Dostał się do niewoli radzieckiej 7 października, jednak został zwolniony 20 października i 7 grudnia przekroczył granicę polsko-węgierską. Był internowany na Węgrzech. W styczniu 1940 roku dotarł do Francji, gdzie został skierowany do Ośrodka Wyszkolenia Oficerów Artylerii w La Roche-sur-Yon, a 4 kwietnia – do 3 pułku artylerii lekkiej na stanowisko instruktora w batalionie szkolnym łączności w Camp de Coëtquidan. W czerwcu 1940 roku ewakuował się do Wielkiej Brytanii (na MS Batory), gdzie od 17 lipca był młodszym oficerem 3 baterii (później 2.) w 1 dywizjonie artylerii lekkiej 1 Brygady Strzelców. Po ukończeniu kilku kursów został w 1941 roku przeniesiony na stanowisko oficera zwiadu dywizjonu w I dywizjonie 1 pułku artylerii lekkiej.
Zgłosił się do służby w kraju. Po przeszkoleniu w zakresie dywersji został zaprzysiężony 23 września 1943 roku w Oddziale VI Sztabu Naczelnego Wodza i przeniesiony do Głównej Bazy Przerzutowej w Brindisi we Włoszech. Zrzutu dokonano w nocy z 4 na 5 maja 1944 roku w ramach operacji dowodzonej przez kpt. naw. Edwarda Bohdanowicza (zrzut na placówkę „Mewa 1” położoną 15 km na południe od Skalbmierza; wśród skoczków tego zrzutu był m.in. Antoni Nosek). Po aklimatyzacji w majątku w Dalechowicach, dostał w czerwcu 1944 roku przydział do Okręgu Nowogródek AK na stanowisko oficera VII batalionu 77 pułku piechoty AK. Po aresztowaniach przez NKWD próbował nawiązać kontakty organizacyjne w Otwocku i Lublinie. W połowie grudnia został mianowany p.o. inspektora AK Inspektoratu Lublin AK.
Pod przybranym nazwiskiem Łepkowski rozpoczął pracę w Departamencie Statystycznym PKWN. 5 i 12 listopada 1944 roku brał udział w zebraniach, w czasie których rozważano m.in. metody obrony przed terrorem NKWD i ewentualny zamach na Bolesława Bieruta i Edwarda Osóbkę-Morawskiego. Plany te zostały zaniechane. W tym czasie na przełomie listopada i grudnia 1944 widywał się z nim w Lublinie jego brat Edmund (w tym czasie kapitan ludowego Wojska Polskiego, wcześniej porucznik Armii Krajowej, powstaniec warszawski).
9 stycznia 1945 roku został aresztowany przez NKWD i oskarżony o uczestnictwo w przygotowaniach do tych zamachów. Po brutalnym śledztwie został 9 kwietnia 1945 roku skazany na karę śmierci wyrokiem Wojskowego Sądu Okręgowego w Lublinie pod przewodnictwem sędziego Konstantego Krukowskiego, działającego w trybie doraźnym (pozbawienie możliwości apelacji i odwołań). Trzy dni później, 12 kwietnia Szczepański został zastrzelony na schodach podziemi zamku lubelskiego. Prawdopodobnie został pochowany we wspólnej mogile na cmentarzu przy ul. Unickiej.
Postanowieniem Izby Karnej Sądu Najwyższego z 11 maja 1990 roku został uniewinniony i zrehabilitowany.
Narzeczoną Mieczysława Szczepańskiego była Szkotka, Irene Henderson (para utrzymywała kontakt od 1941 do 1943 w Glasgow). W związku z aresztowaniem i procesem Mieczysława Szczepańskiego w 1945, zagrożony konsekwencjami był jego brat Edmund, który z tego powodu wyemigrował do Argentyny.

## Awanse
- kapral podchorąży – 1939 rok
- podporucznik – 1940, ze starszeństwem z dniem 1 września 1939 roku
- porucznik – ze starszeństwem z dniem 1 lipca 1943 roku
- kapitan – 5 maja 1944 roku.

## Odznaczenia pośmiertne
- Krzyż Srebrny Orderu Wojennego Virtuti Militari (1981[potrzebny przypis]) nr 13339[1]
- Krzyż Armii Krajowej (1980)
- Krzyż Czynu Bojowego Polskich Sił Zbrojnych na Zachodzie (1992).
- Medal Wojska

## Upamiętnienie

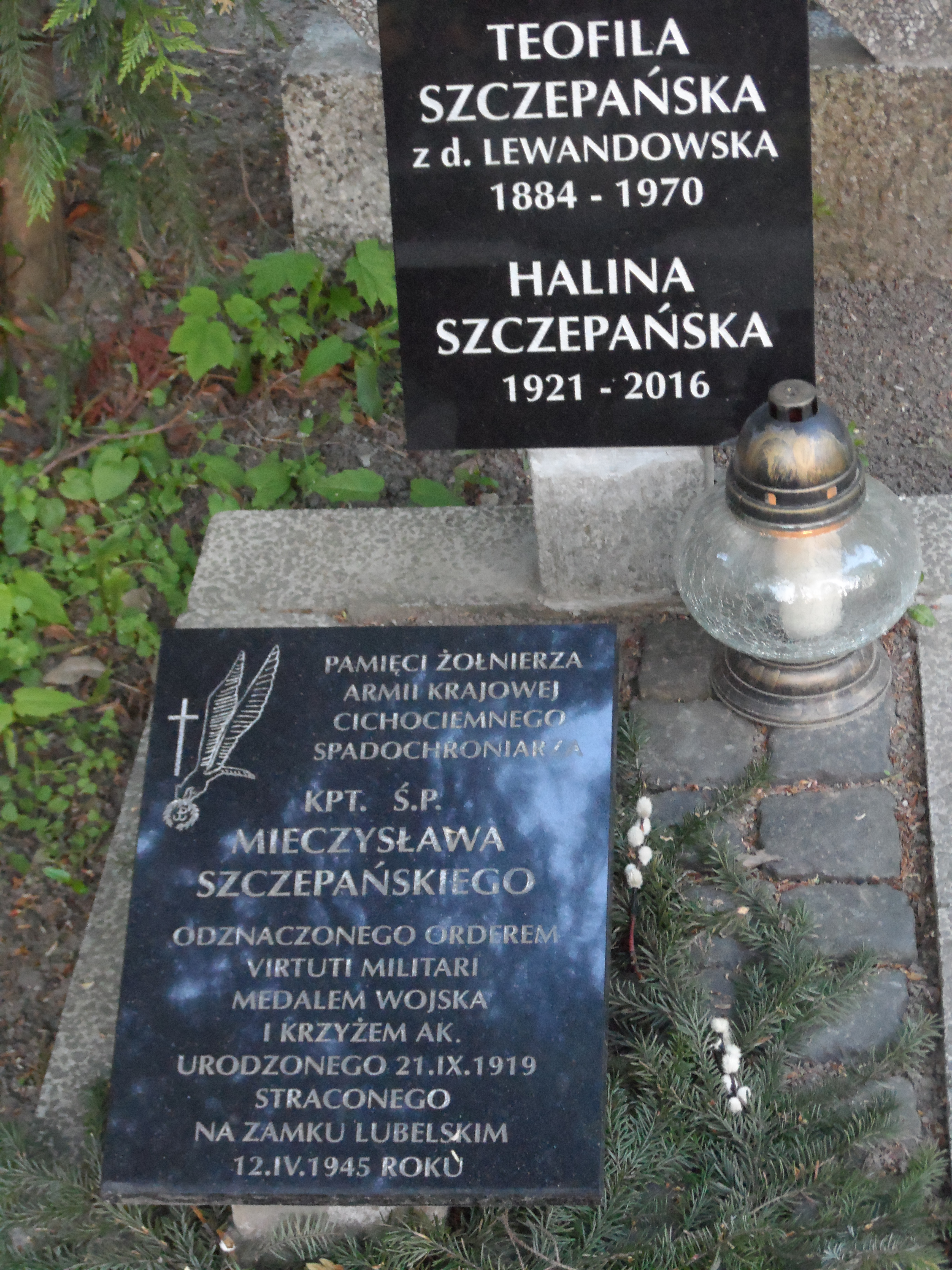
Tablica upamiętniająca kapitana Mieczysława Szczepańskiego na grobie jego matki, Teofili Szczepańskiej z domu Lewandowskiej (1884–1970) i jego siostry Haliny Szczepańskiej (1921–2016) na cmentarzu Górczyńskim w Poznaniu.

Jego losy zostały opisane w książce Józefa Garlińskiego pt. Kiedy brat zabija brata ... Losy żołnierza AK Mieczysława Romana Szczepańskiego (Londyn 1987, Warszawa 1995). Oba wydania sfinansowała Irene Henderson-Thornton.
Jego nazwisko umieszczono na:
- pomniku żołnierzy 1 Samodzielnej Brygady Spadochronowej i cichociemnych odsłoniętym w 1965 roku na Cmentarzu Wojskowym na Powązkach w Warszawie,
- tablicy poświęconej cichociemnym na kościele św. Jacka w Warszawie,
- tablicy represjonowanych oficerów i absolwentów Szkoły Podoficerów Artylerii w Sali Tradycji Centrum Szkolenia Artylerii i Uzbrojenia im gen. Józefa Bema w Toruniu (odsłoniętej w 1991 roku)
- tablicy poświęconej Szczepańskiemu i pozostałym 10 straconym w tym samym procesie na zamku lubelskim w 50. rocznicę egzekucji (1995),
- tablicy poświęconej Szczepańskiemu w Zespole Szkół Średnich w Chełmży (1995).